# سیارک ۲۰۵۷۴
سیارک ۲۰۵۷۴ (به انگلیسی: 20574 Ochinero، نامگذاری:1999RZ139) بیست هزار و پانصد و هفتاد و چهارمین سیارک کشف شده‌است که در ۹ سپتامبر ۱۹۹۹ کشف شد.
قدر مطلق سیارک برابر ۱۲.۳ است.